# Халвитваям
Халвитваям — река на северо-востоке полуострова Камчатка.
Длина реки — 18 км. Протекает по территории Карагинского района Камчатского края. Впадает в залив Уала на севере Карагинского залива.
Название в переводе с корякского Кылвэтваям — «река с зарубкой».

## Данные водного реестра
По данным государственного водного реестра России относится к Анадыро-Колымскому бассейновому округу.
Код объекта в государственном водном реестре — 19060000312120000008526.